# La Revolución Desconocida
La Revolución Desconocida es un libro de Volin escrito en francés durante su exilio en Marsella. El libro relata la historia revolucionaria rusa desde 1825 a 1921.
Volin empezó a escribirlo en 1938 y fue publicado en Francia en 1947.

## Contenido
El libro, en forma de crónica, relata el proceso de la Revolución rusa desde un punto de vista anarquista : desde los acontecimientos de 1905 hasta el aplastamiento por el Ejército Rojo de la Rebelión de Kronstadt y del Ejército Negro del anarquista Nestor Makhno.
En La Revolución Desconocida, Volin expone su visión de la ideología que gobierna la URSS y denuncia las ideologías trotskistas, estalinistas y leninistas, todas ellas intercambiables: « Stalin no ha caído de la luna. Stalin y el estalinismo son solo las consecuencias lógicas de una evolución anterior y preparatoria, ella misma resultante de un terrible resultado, de una desviación nefasta de la Revolución. Fueron Lenin y Trotsky, es decir, su sistema, los que prepararon el terreno y engendraron a Stalin. Los que ayer apoyaban a Lenin y Trotsky, y hoy fulminan contra Stalin, están recogiendo lo que han sembrado. ».
En 1947 se publica por primera vez La Revolución desconocida con la siguiente presentación: Esta Revolución desconocida es la Revolución rusa; no la que ha sido tratada muchas veces por políticos o escritores patentados, sino la que ha sido o descuidada, o hábilmente ocultada, o incluso falsificada: la que se ignora. El autor vivió la Revolución de 1917. Participó activamente en ella. Y desea exponer y examinar, con perfecta objetividad, los hechos auténticos. Esta es su única preocupación. Si no fuera así, nunca hubiera pensado en escribir este libro. La Revolución desconocida levanta el velo sobre una revolución que hizo caer el trono de los zares, derrocó al gobierno provisional y a la burguesía ascendente, hizo temblar al nuevo poder supuestamente revolucionario que acabaría por dominarla y destruirla; es una revolución llena de secretos, controversias, áreas oscuras ricas en enseñanzas... Es la historia de la represión infligida a los movimientos anarquistas y a los revolucionarios «disidentes» por el poder bolchevique recientemente instalado, después de la revolución de octubre; la historia de los marineros de Kronstadt y del ejército insurreccional de Ucrania; dos movimientos populares que han tenido el error de querer organizarse independientemente del poder bolchevique en el poder. A pesar de su derrota contra el Ejército Rojo, estas dos experiencias antiautoritarias han sido recordadas como el resultado de la Revolución Rusa, una revolución que, lamentablemente, ha fracasado en manos de un poder demasiado codicioso y demasiado alejado de las necesidades del pueblo.